# Donja Kupčina
Donja Kupčina – wieś w Chorwacji, w żupanii zagrzebskiej, w gminie Pisarovina. W 2011 roku liczyła 974 mieszkańców.